# 12623 Tawaddud
A 12623 Tawaddud (ideiglenes jelöléssel 9544 P-L) a Naprendszer kisbolygóövében található aszteroida. Cornelis Johannes van Houten,  Ingrid van Houten-Groeneveld és Tom Gehrels fedezte fel 1960. október 17-én.